# 安田均
安田 均（やすだ ひとし、1950年7月25日 - ）は、日本の小説家、翻訳家、ゲームライター。グループSNE代表。
日本SF作家クラブ、日本推理作家協会会員。

## 経歴
1950年、神戸に生まれる。灘中学校・高等学校を経て、京都大学に入学。大学2年目のときに学生運動の影響で解散していた京都大学SF研究会（第2期）を再開、同人活動をしていくなかで荒俣宏、紀田順一郎らと知り合い、翻訳の仕事を始めるようになる。
京都大学法学部を卒業後は総合商社の丸紅に就職する。1974年、大野万紀らと関西海外SF研究会（KSFA）を創設しSFファン活動を行う。1976年に結婚、1978年には6年弱勤めた丸紅を退職し、専業の翻訳家となる。
1980年代後半以降はゲームの世界に活動を移し、1986年にグループSNEを創設した。1986年6月創刊の『ゲームブックマガジン』、続いてゲームブックと『トンネルズ&トロールズ』などTRPGを主とする『ウォーロック』監修、さらに角川歴彦の誘いを受けて『コンプティーク』で『ロードス島戦記』の連載を行った。グループSNEと連名で、ファンタジーロールプレイングゲームを遊ぶための背景書物も多く出しており、それらを通じて日本におけるTRPGやファンタジー小説界に与えた影響は大きい。

## 人物
英米SF紹介者および翻訳者として1970年代から1980年代前半に活躍し、大きな影響力を持った。デーモン・ナイト編集のアンソロジーシリーズ『オービット』にちなんで、個人ファンジン『オービット』を編集刊行した。
グループSNEから出版されているRPGリプレイのいくつかに、プレイヤーとして参加している。ドワーフが好きだと公言しており、水野良とドワーフの魅力について話していたら、いつの間にか『ロードス島戦記』小説版ではギムが重要な役割を担うことになっていた、とコラムで述懐している。他の作品でもドワーフにはこだわりがあるようで、『ルナル・サーガ』リプレイのドワーフ少年ドムスも彼がプレイヤーであるといわれている。

## 著作リスト

### 評論・エッセイ
- 『SFファンタジィゲームの世界』青心社、1986年 ASIN B00K4TMZ4G
- (共著/遠藤雅伸、中沢新一、竹田青嗣)『電子ゲームの快楽』日本ソフトバンク、1987年 ISBN 9784930795809
- 『神話製作機械論』 ビー・エヌ・エヌ、1987年11月 ISBN 489369037X
- 『幻夢年代記 - コンピュータ・ゲームの世界』 ビジネスアスキー〈Login Books〉、1989年8月 ISBN 4893660543
- 『ゲームブックの楽しみ方 - ファイティング・ファンタジー』 社会思想社〈現代教養文庫〉、1990年8月 ISBN 439011350X
- 『幻夢年代記2 - GAMEゲームげぃむ』 アスキー〈Login Books〉、1991年10月 ISBN 4756106226
- 『安田均のFANTASY GAME FILE』 富士見書房、1996年8月 ISBN 4829172762
- 『安田均のボードゲーム大好き！ - ドイツゲームのニューウェーブ』 幻冬舎コミックス、2002年3月 ISBN 4344800540
- 『ゲームを斬る!』 新紀元社〈Role&Roll Books〉、2006年4月 ISBN 4775304569
- 『ボードゲーム・ジャンクション』 新紀元社〈Role&Roll EXTRA〉、2010年2月 ISBN 9784775307557
- 『ボードゲーム・ストリート』（2011年 - 2019年各年版）新紀元社
- 『安田均のゲーム紀行 1950-2020』新紀元社、2020年、ISBN 9784775318744

### 小説・ゲーム書籍
- (共著/TTG)『バック・トゥ・ザ・フューチャー スーパーアドベンチャーゲーム』東京創元社、1985年 ISBN 9784488902018
- (共著/グループSNE)『モンスター・コレクション』富士見文庫、1986年 ISBN 9784829142097
  - (共著/グループSNE)『改訂版 上』富士見文庫、1996年 ISBN 9784829143100
  - (共著/グループSNE)『改訂版 中』富士見文庫、1996年 ISBN 9784829143117
  - (共著/グループSNE)『改訂版 下』富士見文庫、1996年 ISBN 9784829143124
- 『トラベラー・ハンドブック SFロールプレイングゲーム完全入門書』ホビージャパン、1987年 ISBN 9784938461287
- (共著/グループSNE)『スペル・コレクション』富士見書房、1988年 ISBN 9784829142202
- (共著/グループSNE)『アイテム・コレクション』富士見書房、1989年 ISBN 9784829142271
- (共著/グループSNE)『トラップ・コレクション』富士見書房、1989年 ISBN 9784829142301
- (共著/グループSNE)『ファンタジーRPGガイドブック』ホビージャパン、1989年 ISBN 9784938461430
- (共著/グループSNE)『キャラクター・コレクション』富士見書房、1991年(上)ISBN 9784829142462、(下)ISBN 9784829142479
- (共著/高井信)『ドワーフ村殺人事件 ソード・ワールド・ノベル』富士見書房、1992年 ISBN 9784829124338
- (共著/グループSNE)『シティ・コレクション』富士見書房、1993年(上)ISBN 9784829142691、(下)ISBN 9784829142639
- (共著/グループSNE)『実践!RPGゲームマスター道』富士見書房、1993年 ISBN 9784829142738
- (共著/水野良、グループSNE)『ソード・ワールド　SFC・PC全シナリオ100本集』角川書店、1993年 ISBN 9784047140110
- (共著/高井信)『失われた狂気を求めて ソード・ワールド・ノベル』富士見書房、1993年 ISBN 9784829124901
- (共著/村川忍)『テーブルトークRPGがよくわかる本』角川書店、1993年 ISBN 9784044802011
- (共著/清松みゆき、黒田和人、グループSNE)『ハイパーT&Tルールブック』角川書店、1994年 ISBN 9784044805029
- (共著/グループSNE)『ドラゴンズ’ヘヴン1 ハイパーT&Tリプレイ』角川書店、1994年 ISBN 9784044805012
  - (共著/グループSNE)『ドラゴンズ’ヘヴン2 ハイパーT&Tリプレイ』角川書店、1994年 ISBN 9784044805036
  - (共著/グループSNE)『ドラゴンズ’ヘヴン3 ハイパーT&Tリプレイ』角川書店、1994年 ISBN 9784044805043
- (共著/高井信)『魔法の豚足 ソード・ワールド・ノベル』富士見書房、1994年 ISBN 9784829125984
- (共著/北沢慶、グループSNE)『ドラゴン大陸 ハイパーT&Tワールドガイド』角川書店、1995年 ISBN 9784044805050
- 『デュダRPGリプレイ集』富士見文庫
  1. 『迷探偵登場!』1995年 ISBN 9784829143049
  2. 『疑惑の石像』1996年 ISBN 9784829143216
  3. 『迷探偵がいっぱい』1997年 ISBN 9784829143360
- 『六門世界』富士見ファンタジア文庫
  1. 『魔獣召喚の門』1996年 ISBN 9784829127254
  2. 『魔神封印の壺』1997年 ISBN 9784829127605
  3. 『魔都崩壊の刻』1999年 ISBN 9784829128794
  4. 『魔王復活の穽』2001年 ISBN 9784829113387
  5. 『魔界変化の風』2004年 ISBN 9784829116005
  6. 『魔道救世の主』2007年 ISBN 9784829119341
- (共著/北沢慶)『ドラゴン大陸興亡記』ハイパーT&Tノベル、角川スニーカー文庫
  1. 『竜の卵』1996年 ISBN 9784044615017
  2. 『竜の冥界』1996年 ISBN 9784044615024
  3. 『竜の要塞』1996年 ISBN 9784044615031
  4. 『竜の戦士』1997年 ISBN 9784044615048
- (共著/高井信)『果てしなき宝島 ソード・ワールド・ノベル』富士見書房、1996年 ISBN 9784829126912
- (共著/高井信)『わらべうた殺人事件 ソード・ワールド・ノベル』富士見書房、1997年 ISBN 9784829127766
- (共著/グループSNE)『モンスター・コレクションTCGがよくわかる本』富士見書房、1998年 ISBN 9784829173671
- (共著/グループSNE)『究極奥義! モンスター・コレクションTCG』富士見書房、1998年 ISBN 9784829173725
- (共著/山本弘、高井信)『妖魔夜行 しかばね綺譚』角川書店、1998年 ISBN 9784044152116
- (共著/高井信)『女神よ、永遠に ソード・ワールド・ノベル』富士見書房、1999年 ISBN 9784829129128
- (共著/グループSNE)『黄金樹の守護者ガイドブック モンスター・コレクションTCG』富士見書房、1999年 ISBN 9784829143636
- (共著/グループSNE)『ゴーストハンターRPG 02』ホビーベースイエローサブマリン、2002年 ISBN 9784990123000
- (共著/グループSNE)『六門世界ワールドガイド』角川書店、2005年 ISBN 9784829175941
- (共著/グループSNE)『ゴーストハンターRPGリプレイ』ログアウト冒険文庫、アスペクト
  1. 『黒き死の仮面 草壁健一郎の事件簿』1994年 ISBN 9784893661753
  2. 『アポルオンを呼ぶ声 草壁健一郎の事件簿』1995年 ISBN 9784893664235
- (共著/グループSNE)『ミスタラ黙示録 D&Dリプレイ』電撃ゲーム文庫 メディアワークス 1995年-1997年、全5巻
- 『ミラー・エイジ』（グループSNEリレー小説）角川書店、1998年 ISBN 9784047887091
  - 第5話 鏡を通しておぼろげに
- (共著/友野詳、田嶋安恵)『アクア・ステップ・アップ』バーズコミックス、全4巻
- 『トラベラー・ハンドブック』ホビージャパン、1987年 ISBN 9784938461287
- (共著/高井信)『『女神よ、永遠に ソード・ワールド・ノベル』富士見書房、1999年 ISBN 9784829129128
- (共著/グループSNE)『追え!悪魔天使の野望 六門セカンドリプレイ』新紀元社、2009年 ISBN 9784775307137
- (共著/秋口ぎぐる)『ゴーストハンター3 アルケリンガの魔海』KADOKAWA、2015年 ISBN 9784040702476
- (共著/こあらだまり、グループSNE)『MYSTERY&ADVENTURE BOX 01 焚家』KADOKAWA、2022年 ISBN 9784049147438

### 原案
- 水野良『ロードス島戦記』　※詳細はロードス島戦記参照、1988年~
- 山本弘『ゴーストハンター』
  - 『ラプラスの魔』角川スニーカー文庫、1988年 ISBN 4044601011
  - 『パラケルススの魔剣』ログアウト冒険文庫、1994年（上）ISBN 4893661566、（下）ISBN 4893662775
- モンスター・コレクション
  - 伊藤勢『魔獣使いの少女』ドラゴンコミックスエイジ 全6巻、1998年~
  - あかほりさとる、長谷川勝己、しまんだきよの『モンコレキッズ』カドカワコミックス・ドラゴンJr.、全5巻、1999年~
  - あかほりさとる、長谷川勝己、西川秀明『六門天外モンコレナイト』カドカワコミックス・ドラゴンJr.、全4巻、2000年~[9]
  - 加藤ヒロノリ『ホーリィの手記』全6巻、2002年~
  - 西川秀明『デーモンハート』角川コミックス 全5巻、2003年~
  - 大井雄紀『烙印ゼミナール』富士見ファンタジア文庫 全3巻、2010年~
  - 加藤ヒロノリ『モンスター・コレクション・サモナーズ アルフレアの不死鳥』富士見書房、2011年 ISBN 9784829146378
- 『モンスター・コレクション・ノベル』富士見書房
  - 北沢慶『戦慄の破壊神』1998年 ISBN 9784829128282
  - 北沢慶『魔道士の黙示録』1998年 ISBN 9784829128534
  - 高山浩『仮面の魔道士』(上)1999年 ISBN 9784829129111、(下)1999年 ISBN 9784829129180
  - 北沢慶『空中庭園の降臨』1999年 ISBN 9784829128930
  - 北沢慶『黄金樹の守護者』1999年 ISBN 9784829129319
  - 北沢慶『太陽王の覚醒』2000年 ISBN 9784829129623
  - 北沢慶『我が名は無法召喚士』2000年 ISBN 9784829129968
  - 高山浩『灼熱の百年戦争』(上)2001年 ISBN 9784829113462、(下)2001年 ISBN 9784829113646
  - 北沢慶『魔法帝国の興亡』2001年 ISBN 9784829113868
  - 北沢慶『奴の名は暗殺剣士』2001年 ISBN 9784829113608
  - 北沢慶『偽りの名は仮面導師』2003年 ISBN 9784829114926
  - 北沢慶『真の名は……』2003年 ISBN 9784829115268
- 『ソードワールドノベル』富士見書房
  - 下村家恵子『死せる神の島』1990年、(上)ISBN 9784829123584、(下)ISBN 9784829123591
  - 白井英『自由人の歎き』1994年、(上)ISBN 9784829125748、(下)ISBN 9784829125823
- 友野詳『コクーン･ワールド』『ティルト･ワールド』『アビス･ワールド』『ザ・ラスト・オブ・ファイブリア』　※詳細はファイブリア参照 1991年~
- 北沢慶『アーヴィン英雄伝』富士見書房
  1. 『六王国の戦火』2002年 ISBN 9784829114674
  2. 『竜皇の凱歌』2003年 ISBN 9784829115206
  3. 『竜皇の凱歌』2003年 ISBN 9784829115633
  4. 『竜皇の凱歌』2004年 ISBN 9784829115961
- 北沢慶『召喚士マリア』富士見ファンタジア文庫
  1. 『魂に堕天使を、唇に真の名を。』2004年 ISBN 9784829116326
  2. 『傷痕に死神を、宿命に血のドレスを。』2004年 ISBN 9784829116746
  3. 『大空に憎しみを、白き翼に追憶を。』2005年 ISBN 9784829117125
  4. 『眼差しに切なさを、沈黙に優しさを。』2005年 ISBN 9784829117668
  5. 『偽りに悲しみを、叶わぬ願いに真実を。』2006年 ISBN 9784829118160
  6. 『堕天使に安らぎを、真の名に微笑みを。』2008年 ISBN 9784829133255
- 北沢慶『召喚士マリアな日々』富士見ファンタジア文庫
  1. 『熱湯編』2005年 ISBN 9784829117743
  2. 『解凍編』2006年 ISBN 9784829118382
  3. 『子守編』2007年 ISBN 9784829119204
  4. 『花束編』2007年 ISBN 9784829119884
- 北沢慶、西岡拓哉/グループSNE『禁書封印譚 ブラインド・ミトスRPG』KADOKAWA、2017年 ISBN 9784040725468

### 編集
- 『ソード・ワールド短編集』富士見ファンタジア文庫
  - 水野良、他『レプラコーンの涙』1990年 ISBN 9784829123461
  - 山本弘、他『ナイトウィンドの影』1990年 ISBN 9784829123782
  - 水野良、他『ふたりのラビリンス』1991年 ISBN 9784829123997
  - 水野良、他『ロマールの罠』1991年 ISBN 9784829124147
  - 山本弘、清松みゆき、他『スチャラカ冒険隊、南へ』(共編/山本弘)、1992年 ISBN 9784829124666
  - 水野良、白川剛、他『ただひとたびの奇跡』(共編/水野良)、1993年 ISBN 9784829125199
  - 友野詳、他『瞳輝ける夜』1993年 ISBN 9784829125373
  - 山本弘、他『ゲート・デーモンの仮面』1994年10 ISBN 9784829125922
  - 清松みゆき、他『まぼろしの女』1995年 ISBN 9784829126554
  - 水野良、他『虹の舞う海に』1996年 ISBN 9784829127124
  - 山本弘、他『死者は弁明せず』1997年 ISBN 9784829127537
  - 清松みゆき、他『バブリーズ・リターン』1999年 ISBN 9784829129135
  - 山本弘、他『ゴーレムは証言せず』2000年 ISBN 9784829113035
  - 清松みゆき、他『許されし偽り』2001年 ISBN 9784829113530
  - 清松みゆき、秋田みやび、他『集え!へっぽこ冒険者たち』2002年 ISBN 9784829114438
  - 友野詳、秋田みやび、他『冒険の夜に翔べ!』2003年 ISBN 9784829115350
  - 清松みゆき、秋田みやび、他『踊れ!へっぽこ大祭典』2004年 ISBN 9784829115862
  - 秋田みやび、他『狙われたヘッポコーズ』2004年 ISBN 9784829116272
  - 山本弘、清松みゆき、他『へっぽこ冒険者とイオドの宝』2005年 ISBN 9784829116906
  - 秋田みやび、藤澤さなえ、他『へっぽこ冒険者と緑の蔭』2005年 ISBN 9784829117378
  - 藤澤さなえ、他『ぺらぺらーず漫遊記』2006年 ISBN 9784829117903
  - 藤澤さなえ、他『ぺらぺらーず漫遊記 乙女の巻』2006年 ISBN 9784829118740
- 『モンスター・コレクション短編集』富士見ファンタジア文庫
  - 北沢慶、他『砂漠の王』1999年 ISBN 9784829128978
  - 北沢慶、他『妖精竜の花』2000年 ISBN 9784829129807
  - 三田誠、他『月の舞姫』2001年 ISBN 9784829113776

## 翻訳リスト

### 長編
- イーデン・フィルポッツ『ラベンダー・ドラゴン』早川書房、1979年 ASIN B000J8F1HK
- ジョン・ハーシー『もっとスペースを！』早川書房、1980年 ASIN B000J86PTI
- エドモンド・ハミルトン『虚空の遺産』早川書房、1981年 ISBN 9784150104597
- マイクル・ムアコック『暗黒の廻廊』早川書房、1983年 ISBN 9784152020505
- R・A・ルポフ『宇宙多重人格者』東京創元社、1983年 ASIN B000J79VUO
- ジョン・ブラナー『衝撃波を乗り切れ』集英社、1983年 ISBN 9784087730517
- マイクル・ムアコック『メルニボネの皇子』早川書房、1984年 ISBN 9784150105877
- ファイティング・ファンタジー
  - スティーブ・ジャクソン(英)『地獄の館』社会思想社、1986年 ISBN 9784390111539
  - スティーブ・ジャクソン(米)『ロボット コマンドゥ』社会思想社、1987年 ISBN 9784390112222
  - スティーブ・ジャクソン(英)『モンスター誕生』社会思想社、1988年 ISBN 9784390112246
  - R・ウォーターフィールド『恐怖の幻影』(共訳/深田宏)社会思想社、1989年 ISBN 9784390112284
  - マーク・ガスコイン『タイタン ファイティング・ファンタジーの世界』社会思想社、1990年 ISBN 9784390112383
  - アドバンスト・ファイティング・ファンタジー参照、1990年~
  - スティーブ・ジャクソン(英)『トロール牙峠戦争』新紀元社、2021年 ISBN 9784775319178
  - ファイティング・ファンタジー・コレクション参照、2021年~
- マーガレット・ワイス、トレイシー・ヒックマン、他『ドラゴンランス』　※詳細はドラゴンランス#日本語訳の既刊参照、1987年~
- マイケル・A. スタックポール『オーバーキル城』社会思想社、1990年 ISBN 9784390113410
- イアン・リビングストン『魂の宝箱と12の呪文 クエスト・ブック』社会思想社、1990年 ISBN 9784390501866
- J・M・ウォード、J・C・ホング『プールofレイディアンス 廃墟の王』(共訳/笠井道子)、富士見書房、1990年 ISBN 9784829141229
- テリー・プラチェット『ディスクワールド騒動記 1』角川文庫、1991年 ISBN 9784042745013
- ウィリアム・H・キースJr『バトルテック』富士見ドラゴン・ノベルズ
  1. 『グレイ・デス軍団の誕生』1991年 ISBN 9784829141694
  2. 『サンダー断層の決戦』1992年 ISBN 9784829141700
  3. 『傭兵たちの星』(共訳/安藤真智子)、1992年 ISBN 9784829141717
  4. 『レジス奪回作戦』(共訳/安藤真智子)、1992年 ISBN 9784829141724
  5. 『偽りの報酬』(共訳/安藤真智子)、1993年 ISBN 9784829141731
  6. 『栄光のグレイ・デス軍団』(共訳/安藤真智子)、1993年 ISBN 9784829141748
- ケイト・ノバック、ジェフ・グラブ『探索の魔石1 呪われた女剣士』(共訳/笠井道子)、富士見書房、1992年 ISBN 9784829141755
  - ケイト・ノバック、ジェフ・グラブ『探索の魔石2 明かされた謎の印形』(共訳/笠井道子)、富士見書房、1993年 ISBN 9784829141762
- B・クレイグ『ザラゴス 吟遊詩人オルフィーオの物語』(共訳/岡聖子)、社会思想社、1992年 ISBN 9784390114042
  - ジョーダン・K・ワイズマン『シナリオ集1 ブラックウイドウ』(共訳/グループSNE)、富士見書房、1992年 ISBN 9784829172094
  - ウィリアム・H・キースJr『シナリオ集2 グレイ・デス軍団』(共訳/グループSNE)、富士見書房、1994年 ISBN 9784829172490
- ジム・バンブラ、他『さまよえる魂 ウォーハンマーRPGシナリオ』(共訳/高山浩)、社会思想社、1992年 ISBN 9784390114059
- ジャック・ヨーヴィル『ドラッケンフェルズ ウォーハンマー・ノベル』(共訳/笠井道子)、角川文庫、1992年 ISBN 9784042746010
- J・M・ウォード、A・K・ブラウン『プール・オブ・ダークネス』(共訳/笠井道子)、富士見書房、1993年 ISBN 9784829141359
- D・J・ハインリッヒ『竜剣物語』電撃文庫
  1. 『ペンハリゴンの騎士』(共訳/笠井道子)、1994年 ISBN 9784073010036
  2. 『ウルフホルドの緑竜』(共訳/笠井道子)、1994年 ISBN 9784073021032
  3. 『<三つの太陽>騎士団』(共訳/笠井道子)、1995年 ISBN 9784073029946
  4. 『開かれた魔法の門』(共訳/笠井道子)、1995年 ISBN 9784073038580
  5. 『未来への扉』(共訳/笠井道子)、1996年 ISBN 9784073044963
- TSR『D&Dルールサイクロペディア』電撃ゲーム文庫
  1. 『プレイヤーズ』1994年 ISBN 9784073018209
  2. 『ダンジョンマスターズ』1994年 ISBN 9784073018360
  3. 『モンスターズ』1994年 ISBN 9784073016120
- TSR『D&Dゲームシナリオ』電撃ゲーム文庫 (共訳/グループSNE)
  1. 『キングズ・フェスティバル 王の祭り』1994年 ISBN 9784073019770
  2. 『クイーンズ・ハーベスト 女王の収穫』1995年 ISBN 9784073029885
  3. 『ナイツ・ダーク・テラー 黒い夜の恐怖』1996年 ISBN 9784073045854
- グレッグ・コスティキャン『ある日、どこかのダンジョンで(上)』(共訳/石口聖子)、電撃文庫、1995年 ISBN 9784073039471
  - グレッグ・コスティキャン『ある日、どこかのダンジョンで(下)』(共訳/石口聖子)、電撃文庫、1995年 ISBN 9784073042433
- クリストファー・プリースト『逆転世界』東京創元社、1996年 ISBN 9784488655037
- ディクシー・マッキオーネ『魔術師の遺産 ミスタラを継ぐものたち』(共訳/笠井道子)、電撃文庫、1997年、上下巻
- グレッグ・コスティキャン『ドラゴンはダメよ(上)』(共訳/石口聖子)、電撃文庫、1998年 ISBN 9784073076490
  - グレッグ・コスティキャン『ドラゴンはダメよ(下)』(共訳/石口聖子)、電撃文庫、1998年 ISBN 9784073081814
- スティーブ・ジャクソン(英)『ガープス・ベーシック 第4版 キャラクター』(共訳/グループSNE)富士見書房、2005年 ISBN 9784829176009
  - スティーブ・ジャクソン(英)『ガープス・ベーシック 第4版 キャンペーン』(共訳/グループSNE)富士見書房、2006年 ISBN 9784829176115
- ケン・セント・アンドレ『T&Tアンソロジー ミッション:インプポッシブル』(共訳/グループSNE)書苑新社、2017年 ISBN 9784883752614
- T&Tアドベンチャー・シリーズ
  - マイケル・A・スタックポール『5 恐怖の街』(共訳/笠井道子、笠竜海)書苑新社、2018年 ISBN 9784883753123
  - ジェームズ・ウィルソン、岡和田晃『7 傭兵剣士』(共訳/清松みゆき)書苑新社、2019年 ISBN 9784883753628
- マイク・セリンカー『コボルドのボードゲームデザイン』(共訳/笠井道子)書苑新社、2019年 ISBN 9784883753826
- ラリー・ディティリオ『RPGシティブックI ファンタジー世界の街編』新紀元社、2021年 ISBN 9784775319390
- マイケル・A・スタックポール『小説ダークソウル』(共訳/羽田紗久椰)KADOKAWA、2022年 ISBN 9784040746494

### 短編集
- ジョージ・R・R・マーティン『サンドキングズ』(共訳/風見潤)、早川書房、1984年 ASIN B000J750VS
- クラーク・アシュトン・スミス『魔術師の帝国』書苑新社
  1. 『ゾシーク篇』(共訳/荒俣宏、鏡明)2017年 ISBN 9784883752508
  2. 『ハイパーボリア篇』(共訳/広田耕三、山田修)2017年 ISBN 9784883752560
  3. 『アヴェロワーニュ篇』(共訳/柿沼瑛子、笠井道子、田村美佐子、柘植めぐみ)2020年 ISBN ISBN 9784883754090

### アンソロジー
- ハリイ・ハリスン、ブライアン・オールディス『ベストSF1』サンリオ、1983年 ISBN 978-4387835103

### 短編
- キット・リード『大脱出観光旅行（株）』※「『究極のSF 13の解答』東京創元社、1980年 ISBN 9784488661014」に収載
- ディーン・R・クーンツ「ぼくたち三人」※「『闇へ降りゆく』扶桑社、2000年 ISBN 9784594028466」に収載
- ケイト・ウィルヘルム『翼のジェニー』(共訳/伊東麻紀/尾之上浩司/佐藤正明/増田まもる)書苑新社、2016年、ISBN 9784883752416

### エッセイ集・研究本
- アイザック・アシモフ『Dr.アシモフのSFおしゃべりジャーナル』(共訳/浅倉久志、加藤弘一、白川星紀（黒丸尚）)、講談社、1983年 ISBN 9784062001717
- デイヴィッド・ウイングローブ編『最新版SFガイドマップ 入門・歴史編』サンリオ、1985年 ISBN 9784387851028
  - デイヴィッド・ウイングローブ編『最新版SFガイドマップ 作家名鑑編 上』(共訳/岡本俊弥)、サンリオ、1986年 ISBN 9784387851035
  - デイヴィッド・ウイングローブ編『最新版SFガイドマップ 作家名鑑編 下』(共訳/岡本俊弥)、サンリオ、1986年 ISBN 9784387860617

### 編訳
- 『世界SFパロディ傑作選』（風見潤共編）講談社、1980年 ISBN 9784061372511
- 『天使の卵 宇宙人SF傑作選』（風見潤共編）集英社、1981年 ASIN B000J7RC82
- 『ロボット貯金箱 海外ロボットSF傑作選』（風見潤共編）集英社、1982年 ASIN B000J7LFT4